# 2-га парашутна дивізія (Третій Рейх)

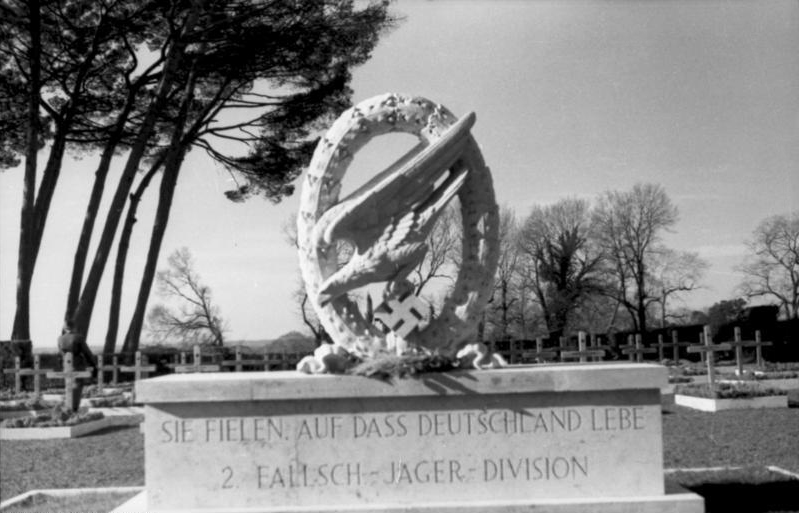
Меморіал десантникам 2-ї парашутної дивізії, які загинули під час боїв у Італії. 1943

2-га парашу́тна диві́зія (нім. 2. Fallschirmjäger-Division) — парашутна дивізія, з'єднання у складі повітрянодесантних військ Німеччини, що брала участь у бойових діях на Західному фронті та Східному фронті Другої світової війни.

## Історія
У січні 1943 року Верховне командування Вермахту ухвалило рішення про створення ще одної парашутної дивізії. З метою формування нового з'єднання зі складу 1-ї парашутної дивізії був виведений 2-й парашутний полк, що мав багато ветеранів бойових дій. Зокрема, особовий склад, що надходив до складу дивізії комплектувався з інших десантних підрозділів та частин, які зазнали серйозних втрат в боях.
У травні 1943 остаточно не завершив формування дивізії, десантна дивізія була направлена в Авіньйон у Франції, де вона, разом з 1-ю парашутною, увійшла до складу 9-го повітряного корпусу. Влітку 1943 корпус був перекинутий до Італії й був включений до складу резерву 10-ї армії.
9 вересня 1943 року після капітуляції Італії дивізія була введена у Рим, де брала участь в операції із роззброєння частин італійських збройних сил. Протягом дня десантники встановили контроль над Римом і подавили всі невеликі осередки опору італійців, найзначніша сутичка мала місце у Монтеротондо, де діяв 2-й батальйон 6-го парашутного полку. Через 3 дні 1-ша парашутна рота 7-го полку брала участь у спеціальній операції з врятування Муссоліні з гірського готелю в районі гори Гран Сассо д'Італія (італ. Gran Sasso d'Italia).
У той же час 1-й батальйон 2-го парашутного полку був висаджений на острові Лерос в Егейському морі, який зайняли британські війська після капітуляції італійців. До 16 листопада 1943 острів був відбитий у британців.
У жовтні 1943 дивізія була відправлена на Східний фронт, в районі на захід від Києва, де стримувала наступ частин Червоної Армії. 15 грудня 1943 дивізія була перекинута авіацією в район Кіровограда для протидії прориву радянських військ. У районі Кіровограда дивізія займала оборону до березня 1944, коли поновився наступ Червоної Армії. Через загрозу оточення наприкінці березня 1944 дивізія відступила за річку Буг.
У травні 1944 дивізія намагалася ліквідувати радянський плацдарм за річкою Дністер. Наприкінці травня, через великі втрати, була виведена на переформовування до Німеччини, в район Кельна.
6 червня 1944 року під час висадки англо-американських військ в Нормандії, 6-й парашутний полк дислокувався на півострові Котантен, недалеко від місця висадки американської 101-ї повітряно-десантної дивізії. 6-й полк брав участь в боях, у тому числі в обороні міста Сен-Ло. 13 червня 1944 останні підрозділи дивізії були екстрено направлені з Кельна в район Бреста (Франція), хоча поповнення ще не було завершене. У липні 1944 залишки 6-го парашутного полку були знищені у Фалезькому котлі.
9 серпня 1944 решта підрозділів дивізії, а також 343-тя піхотна дивізія і деякі підрозділи кригсмарине, були оточені і обложені в Бресті (Франція), американським 8-м армійським корпусом. Німецький гарнізон в Бресті (під командуванням генерала парашутних військ Бернхарда Рамке) оборонявся до 20 вересня 1944. Потім залишки гарнізону капітулювали, лише одному батальйону 2-го парашутного полку удалося прорватися.
У вересні 1944 дивізія розпочала друге формування в місті Амерсфорт (Голландія) й у грудні була готова до ведення бойових дій. З січня 1945 брала участь в боях на заході Німеччині, закінчила війну у квітні 1945 в Рурському котлі.

## Райони бойових дій дивізії
- Франція (лютий — червень 1943);
- Італія (червень — листопад 1943);
- СРСР (південний напрямок) (листопад 1943 — травень 1944);
- Німеччина (травень 1944);
- Франція (травень — вересень 1944);
- Нідерланди та Німеччина (жовтень 1944 — квітень 1945).

## Склад дивізії
| Бойовий склад 2-ї пдд | |
| лютий 1943            | |
| лютий 1943            | - штаб дивізії (Stab, Rest-Kommando, Flugbereitschaft, Kradmeldezug); - 2-й парашутний полк (нім. Fallschirm-Jäger-Regiment 2); - 6-й парашутний полк (нім. Fallschirm-Jäger-Regiment 6); - 7-й парашутний полк (нім. Fallschirm-Jäger-Regiment 7); - 2-й артилерійський полк (нім. Fallschirm-Artillerie-Regiment 2); - 2-й протитанковий батальйон (нім. Fallschirm-Panzer-Jäger-Abteilung 2); - 2-й саперний батальйон (нім. Fallschirm-Pionier-Bataillon 2); - 2-й батальйон зв'язку (нім. Luftnachrichten-Abteilung der Fallschirm-Jäger-Division 2); - санітарний батальйон (нім. Fallschirm-Sanitäts-Abteilung). |
| жовтень 1944          | |
| жовтень 1944          | - штаб дивізії; - 2-й парашутний полк - 7-й парашутний полк - 23-й парашутний полк (Fallschirm-Jäger-Regiment 23) - 2-й артилерійський полк - 2-й протитанковий батальйон - 2-й саперний батальйон - 2-й кулеметний батальйон (Fallschirm-MG-Bataillon 2) - 2-й зенітний батальйон (Fallschirm-Flak-Abteilung 2) - 2-й батальйон зв'язку - санітарний батальйон. |

## Командири дивізії
- генерал парашутних військ Герман-Бернхард Рамке (13 лютого — 8 вересня 1943);
- оберст-лейтенант Курт Медер-Еггеберт (8 вересня — 13 вересня 1943) ТВО;
- генерал-майор Вальтер Барентін (13 вересня — 14 листопада 1943);
- генерал-лейтенант Густав Вільке (14 листопада 1943 — 17 березня 1944);
- генерал-майор Ганс Крох (17 березня — 1 червня 1944);
- генерал парашутних військ Герман-Бернхард Рамке (1 червня — 11 серпня 1944);
- генерал-майор Ганс Крох (11 серпня — 15 листопада 1944);
- генерал-лейтенант Вальтер Лакнер (15 листопада 1944 — квітень 1945).

## Нагороджені дивізії[4]
|  | Кавалери Лицарського хреста Залізного хреста з Дубовим листям, Мечами та Діамантами | 1 (генерал парашутних військ Герман-Бернхард Рамке) |
|  | Кавалери Лицарського хреста Залізного хреста з Дубовим листям та Мечами             | 0                                                   |